# Amenis baroni
Amenis baroni är en fjärilsart som beskrevs av Frederick DuCane Godman och Osbert Salvin 1895. Amenis baroni ingår i släktet Amenis och familjen tjockhuvuden. Inga underarter finns listade i Catalogue of Life.